# Marthana fusca
Marthana fusca is een hooiwagen uit de familie Sclerosomatidae.